# Vólvulo intestinal
En medicina se denomina vólvulo a una torsión del intestino sobre sí mismo que puede provocar, entre otras complicaciones, una obstrucción intestinal. Los síntomas principales son dolor abdominal, vómitos, estreñimiento y presencia de sangre de color rojo en las heces (rectorragia). Con frecuencia, la torsión afecta al mesenterio, que es la porción del peritoneo por donde transcurren los vasos sanguíneos que llevan sangre al intestino delgado, lo que provoca el colapso de las arterias que no son capaces de aportar el caudal de sangre adecuado a la pared intestinal, produciéndose una isquemia mesentérica que puede tener graves consecuencias, entre ellas la aparición de fiebre, peritonitis, gangrena y parálisis intestinal. 

## Tratamiento
El tratamiento es muy variable, dependiendo del caso concreto, la región afectada y las complicaciones que existan. En los casos graves es necesario realizar una resección de una porción del intestino afectado. 

## Principales vólvulos

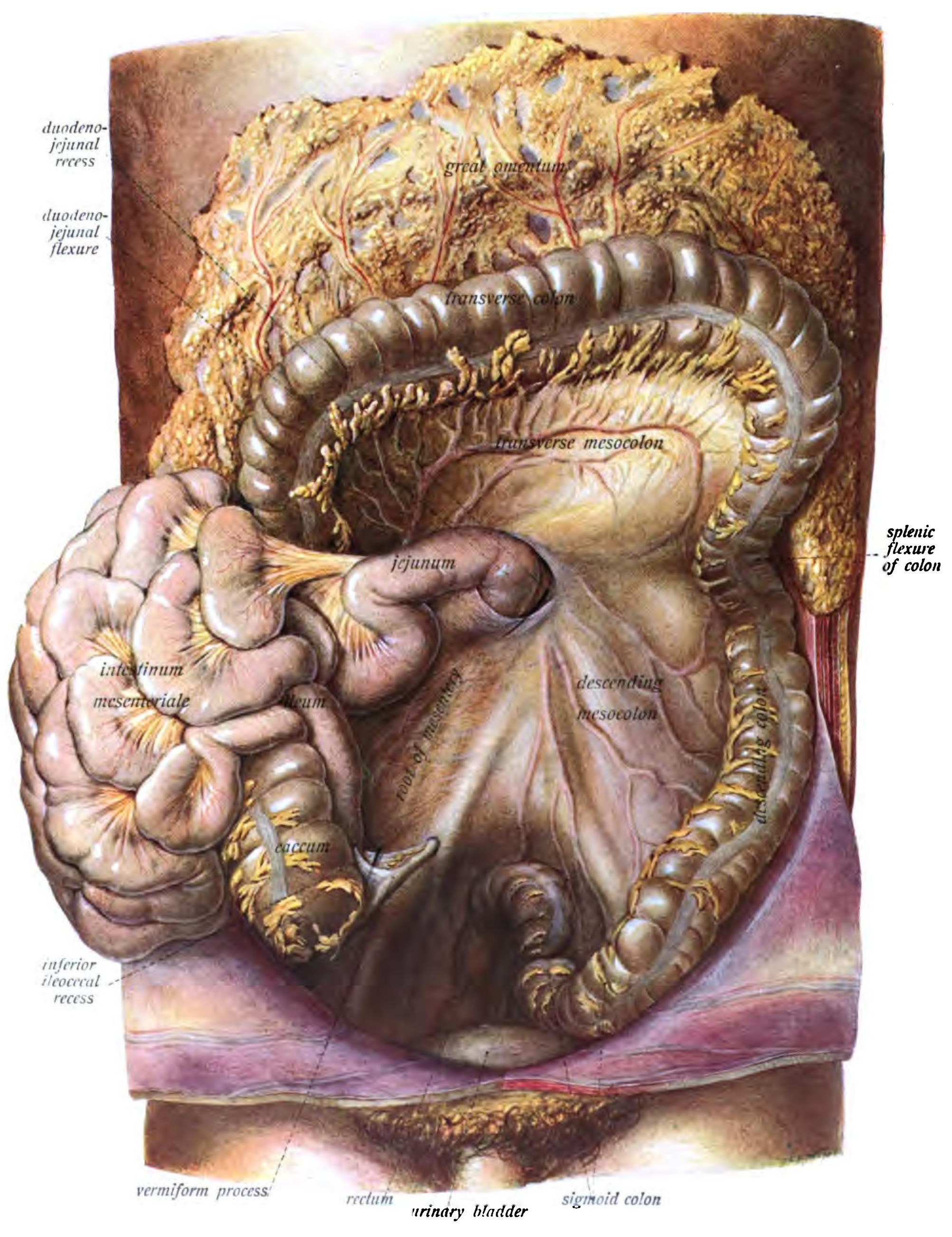
Intestino delgado retirado (a la izquierda). Marco cólico y sigmoides (a la derecha) mostrando su mesenterio y vascularización

- Vólvulo gástrico. Afecta al estómago.
- Vólvulo de intestino delgado.
- Vólvulo de colon. 
  - Vólvulo del ciego. Afecta al ciego y representa el 15% de los vólvulos de colon.
  - Vólvulo de sigmoides. Afecta al colon sigmoideo y corresponde al 80% de los vólvulos de colon.
  - Vólvulo de colon transverso. Es poco frecuente, corresponde al 5% de los vólvulos de colon.